# Abraxas asignata
Abraxas asignata är en fjärilsart som beskrevs av Bytinsky-salz och Brandt 1937. Abraxas asignata ingår i släktet Abraxas och familjen mätare. Inga underarter finns listade i Catalogue of Life.